# Ndaye Mulamba
Pierre Ndaye Mulamba (Luluabourg, Congo Belga, 4 de noviembre de 1948-Johannesburgo, 26 de enero de 2019) fue un mediocampista de fútbol de la República Democrática del Congo, anteriormente Zaire. Fue apodado "Mutumbula" ("asesino") y "Volvo".

## Carrera de futbol
Mulamba nació en Luluabourg (ahora Kananga ). En 1973, protagonizó el AS Vita Club de Kinshasa, quien ganó la Copa Africana de Clubes de Campeones. Fue suplente en la segunda mitad del equipo nacional de Zaire contra Marruecos en el partido decisivo en la clasificación para la Copa del Mundo de 1974. En 1974, Mulamba jugó para Zaire tanto en la Copa Africana de Naciones en Egipto como en la Copa del Mundo en Alemania Occidental. En Egipto marcó nueve goles, todavía un récord, cuando Zaire ganó el torneo. Mulamba fue nombrado Jugador del Torneo y fue galardonado con la Orden Nacional del Leopardo por el Presidente Mobutu Sese Seko. En Alemania fue capitán del equipo, y jugó en la derrota por 2-0 ante Escocia, pero fue expulsado después de 22 minutos contra Yugoslavia. Zaire ya estaba perdiendo 4-0 para ese entonces, y finalmente perdió 9-0. Mulamba dijo más tarde que el equipo había tenido un rendimiento inferior, ya sea en protesta o por pérdida de moral, después de no recibir un bono prometido de 45 000 $

## Vida posterior
En 1994, Mulamba fue honrado en la Copa Africana de Naciones en Túnez. Al regresar a Zaire, los ladrones le dispararon en la pierna y, por error, supusieron que una ex estrella del deporte sería un blanco adinerado. Fue protegido por Emmanuel Paye-Paye por ocho meses de recuperación. Durante la Primera Guerra del Congo, el hijo mayor de Mulamba fue asesinado y en 1996 huyó a Sudáfrica como refugiado, solo e indigente. Fue a Johannesburgo y luego a Ciudad del Cabo, donde una familia lo acogió en un municipio. En 1998, se guardó un minuto de silencio en la Copa Africana de Naciones en Burkina Faso luego de un informe erróneo de que Mulamba había muerto en un accidente de extracción de diamantes en Angola. Para entonces Mulamba estaba desempleado y bebía mucho.
Para 2010, Mulamba trabajaba como entrenador de equipos de aficionados locales y se había casado con una mujer local. Forgotten Gold, un documental filmado en 2008–9, lo sigue en Sudáfrica y en una visita de regreso al Congo. También se reunió con Danny Jordaan, jefe del comité organizador de la Copa Mundial de la FIFA 2010.